# Сюавауде
Сюавауде (нід. Suawoude, фриз. Suwâld) — село в нідерландській провінції Фрисландія. Входить до муніципалітету Тіцьєркстерадел.
Його площа становить 13,37 км², а населення станом на 2021 рік складало 630 осіб.
Перша згадка про населений пункт датується 1481 роком.

## Галерея

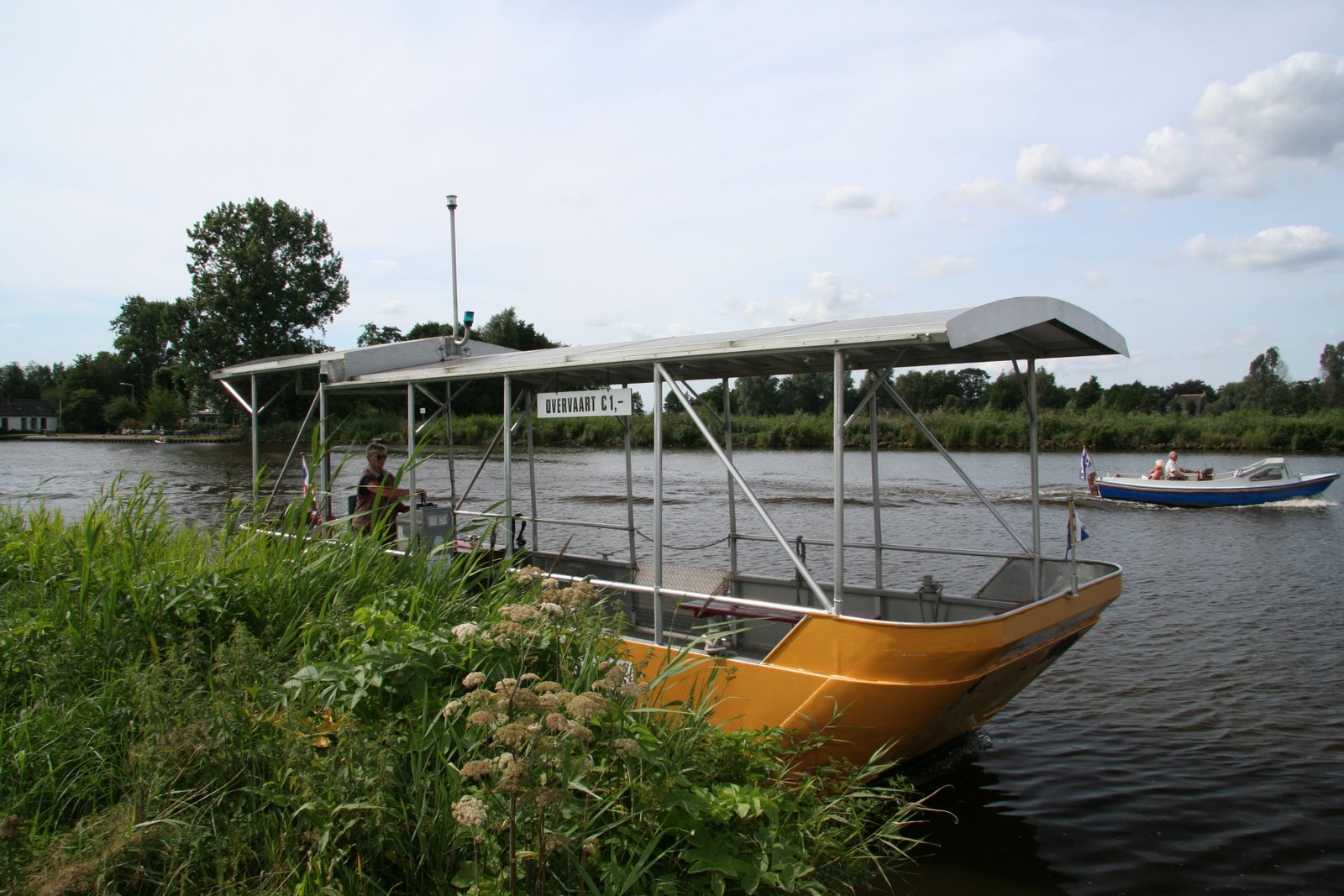
Паром у Сюавауде
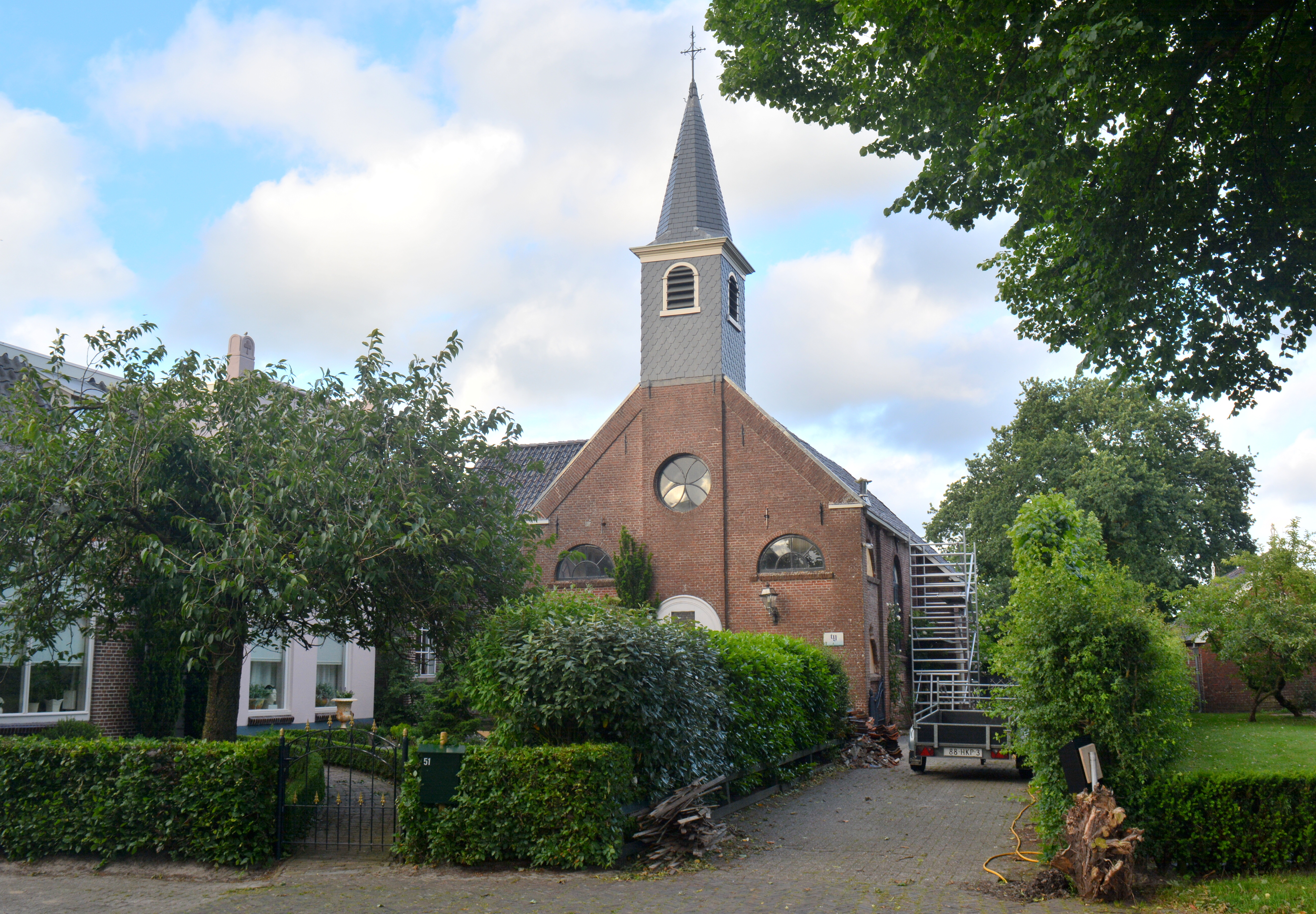
Роформистська церква
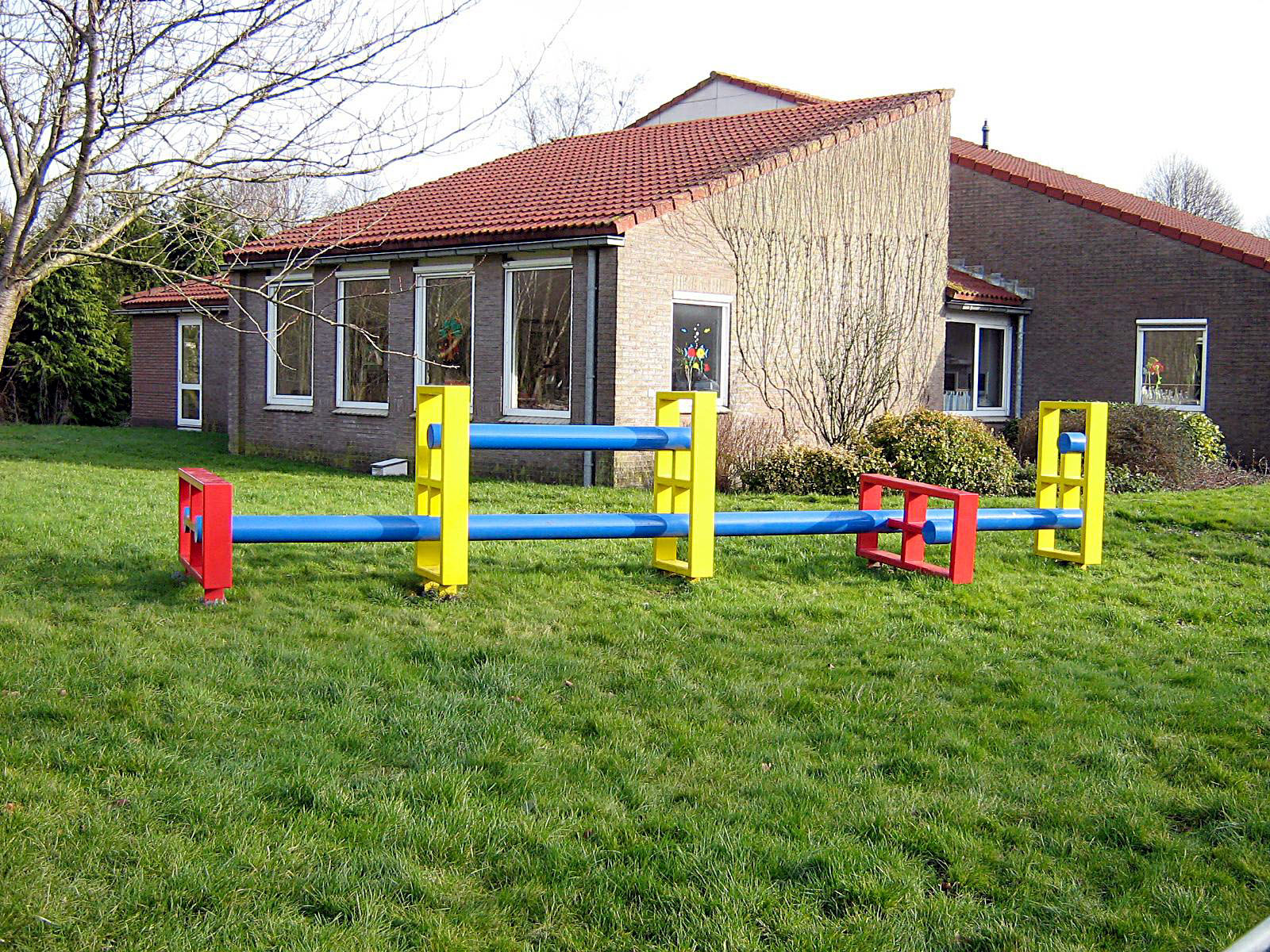
Початкова школа
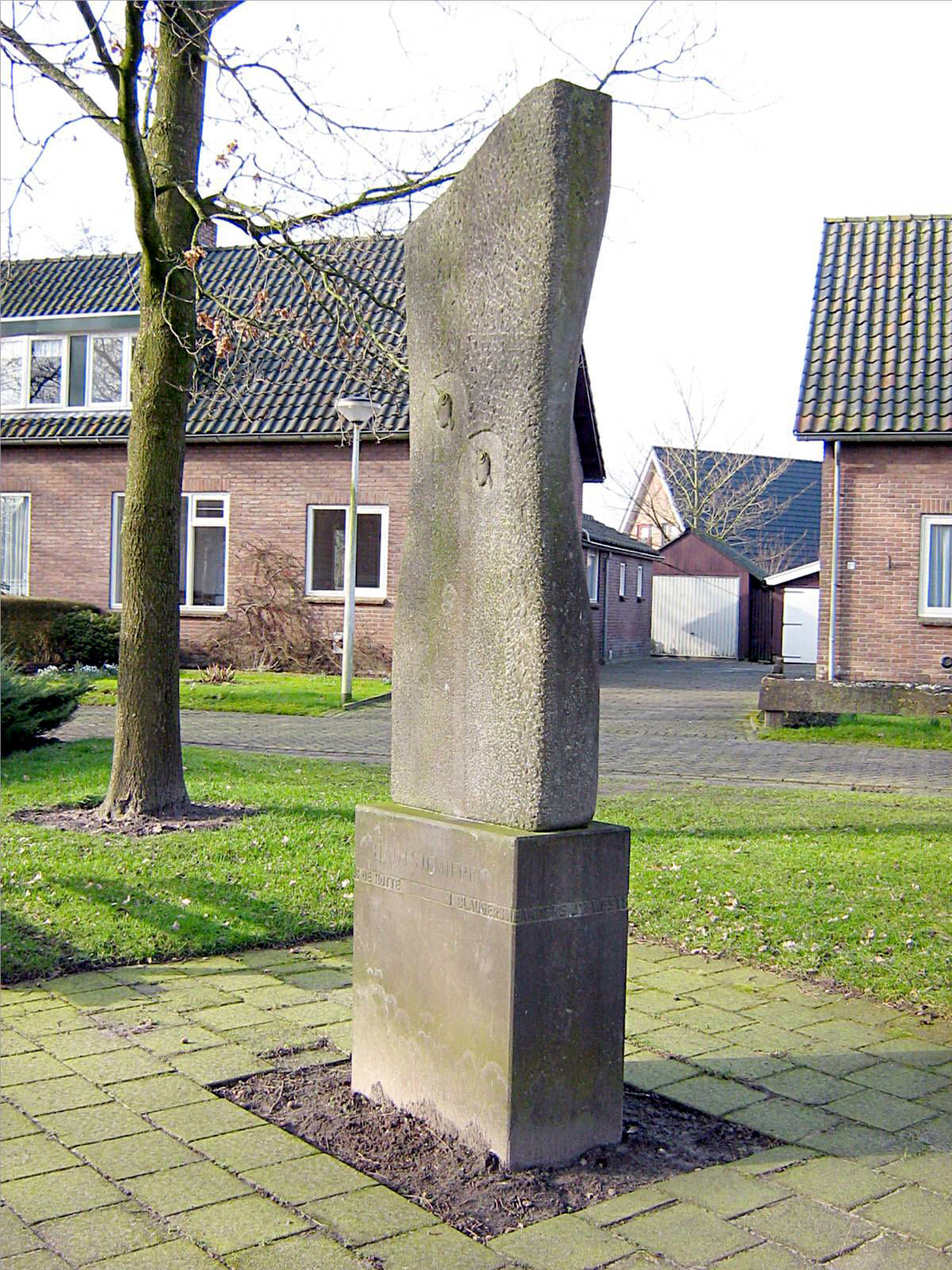
Статуя у Сюавауде